# Alfredo Fratti
Luis Alfredo Fratti Silveira (Cerro Largo, 1956) es un político, funcionario y veterinario uruguayo, perteneciente al Frente Amplio, sector Movimiento de Participación Popular (MPP). 

## Biografía
Fue diputado entre 2005 y 2010. Durante el gobierno de José Mujica fue director del Instituto Nacional de Carnes, siendo su sucesor Federico Stanham.
En 2015 comienza una nueva legislatura como diputado, siendo a su vez reelecto para la siguiente. El 1 de marzo de 2021 asumió como Presidente de la Cámara de Representantes.
En diciembre de 2024, Fratti fue anunciado por el presidente electo Yamandú Orsi como futuro ministro de Ganadería.